# Piero Cappuccilli
Piero Cappuccilli (ur. 9 listopada 1929 w Trieście – zm. 12 czerwca 2005 w Trieście) – włoski śpiewak operowy, baryton, uważany za jednego z najlepszych wykonawców barytonowych partii z oper Giuseppe Verdiego w XX wieku.

## Życiorys
Cappuccilli planował początkowo pracować jako architekt. Do zrobienia kariery śpiewaka zachęciła go rodzina. W 1951 r. zaczął występować w miejscowej operze w trzecioplanowych rolach. Po raz pierwszy wystąpił w poważniejszej roli w 1957 r. w Mediolanie jako Tonio w Pajacach. W 1960 r. zaśpiewał partię Georges'a Germonta w Traviacie w Metropolitan Opera, co okazało się być jedynym jego poważnym występem w USA. Śpiewał na scenach oper w Wiedniu, Londynie, Paryżu i na festiwalu w Salzburgu. Zachwycał pięknem głosu, techniką i elegancją w grze aktorskiej, uważany był za idealnego wykonawcę barytonowych ról Verdiego.
W 1992 r. wypadek drogowy zmusił go do zakończenia kariery. Zmarł w rodzinnym Trieście.

## Słynne role
- Hrabia di Luna w Trubadurze
- Rigoletto w Rigolettcie
- Enrico w Łucji z Lamermooru